# Col d’Aubisque
Der Col d’Aubisque ist ein 1709 m hoher Gebirgspass in den französischen Pyrenäen. Von Westen nach Osten verbindet er Laruns im Vallée d’Ossau mit Argelès-Gazost im Tal des Gave de Pau. Auf der Westrampe liegen der Kurort Eaux-Bonnes und die Skistation Gourette, die Ostrampe führt über einen weiteren Pass, den 1474 Meter hohen Col du Soulor. Der Col d’Aubisque ist einer der bekanntesten Anstiege der Tour de France, die ihn bereits 71 Mal überquerte.

## Streckenführung

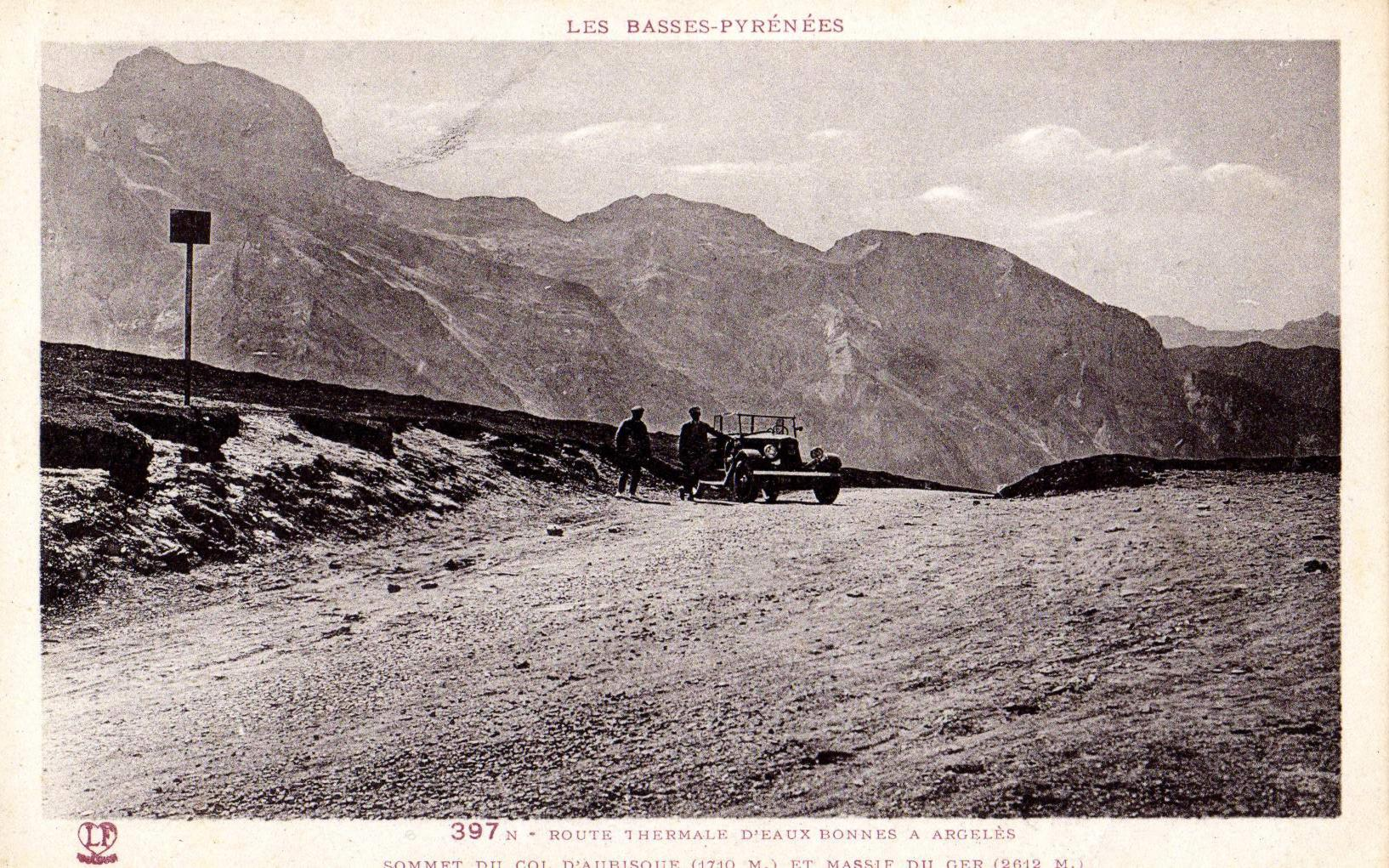
Der Col d’Aubisque auf einer alten Postkarte

Die steilere Westrampe überwindet auf 16,6 km Länge 1190 Höhenmeter, was einer mittleren Steigung von 7,2 % entspricht. Sie beginnt hinter Laruns, wo sie links von der D 934 abzweigt. Die ersten vier Kilometer führen mit durchschnittlich 5 % Steigung in den Kurort Eaux-Bonnes. Dort trifft die von Béost kommende Nebenstrecke D 240 auf die D934. Hinter Eaux-Bonnes wird die Straße steiler, über mehrere Kehren wird die 1346 Meter hoch gelegene Skistation Gourette erreicht. Anschließend wechselt die Straße die Richtung und strebt hinauf zum Hôtel des Crêtes Blanches, das einen Panoramablick auf das Bergmassiv des Pic de Ger bietet. Es verbleiben gut zwei Kilometer bis zur Passhöhe.
Die laut Bergpreis-Einstufung etwas leichtere Ostseite (1. Kategorie) führt zunächst über den Col du Soulor und beinhaltet auf dem Weg zum Aubisque ein leichtes Gegengefälle. Deshalb weist sie von Argelès-Gazost aus über 30 km nur eine durchschnittliche Steigung von 4,1 % bei 1247 Höhenmetern auf. Die Ostrampe des 1474 Meter hohen Col du Soulor, der auch noch von einer weniger bekannten Nordseite befahren werden kann, hat jedoch im oberen Teil ebenfalls auch eine mittlere Steigung von über 7 %. Hinter dem Col du Soulor folgen zwei Kilometer Abfahrt, die dann wieder gut 300 Höhenmeter werden auf weiteren acht Kilometern Strecke überwunden. Die Corniche genannte Straße führt größtenteils an einem steilen Felshang entlang, dem Cirque du Litor. Sie ist landschaftlich äußerst reizvoll.

## Geschichte
Die Passstraße wurde im Jahr 1860 unter Napoléon III. als Teil der Route thermale des Pyrénées, heute Route des cols angelegt. Ab 1881 wurde oberhalb von Gourette Eisen- und Silbererz abgebaut. Größere Bedeutung erhielt die Straße dann mit der Entwicklung des Skisports seit den 1930er Jahren. Das Hôtel des Crêtes Blanches wurde in den 1950er Jahren errichtet. Neueren Datums ist der 18,7 km lange Berglauf von Laruns auf den Aubisque.

## Radsport

### Tour de France
Der Col d’Aubisque wurde erstmals im Jahr 1910 überquert, als die Tour de France zum ersten Mal in die Pyrenäen führte. Der Pass bildete den Abschluss einer 326 Kilometer langen Pyrenäen-Etappe, die von Luchon aus über den Col de Peyresourde (1569 m), Col d’Aspin (1489 m) und Col du Tourmalet (2115 m) führte, ehe sie in Bayonne zu Ende ging. Als erster Fahrer überquerte der Franzose François Lafourcade die Kuppe des Anstiegs. Im selben Jahr bezeichnete Octave Lapize, der spätere Gesamtsieger der Rundfahrt, die auf der Passhöhe anwesenden Organisatoren als Mörder („assassins“). Dennoch sollte das „Pass-Quartett“ in den folgenden Jahren erneut passiert werden. Als die Frankreich-Rundfahrt ab dem Jahr 1913 gegen den Uhrzeigersinn führte, stellte der Col d’Aubisque mit der Westauffahrt den ersten größeren Anstieg der Rundfahrt dar. Nachdem die Tour de France in den Jahren 1915 bis 1918 aufgrund des Ersten Weltkriegs nicht ausgetragen werden konnte, war der Anstieg zwischen 1919 und 1939 weiterhin ein Fixpunkt des Rennens. Im Jahr 1927 fand die traditionelle Pyrenäen-Etappe, die über die vier Pässe führte, vorerst zum letzten Mal statt. Anschließend bildete der Col d’Aubisque bis ins Jahr 1934 in Kombination mit dem höheren Col du Tourmalet das Herzstück der Pyrenäen. 1935 kehrte das „Pass-Quartett“ in kürzerer Form wieder ins Programm zurück, ehe die Tour de France nach dem Jahr 1939 aufgrund des Zweiten Weltkriegs für weitere sieben Jahre ausfallen sollte.
Nach dem Zweiten Weltkrieg wurde der Col d’Aubisque vermehrt als einziger Anstieg einer Etappe überquert. Zudem bildete der Pass, sofern die Tour de France gegen den Uhrzeigersinn absolviert wurde, den Auftakt der Pyrenäen. 1951 stürzte der holländische Träger des Gelben Trikots Wim van Est bei der Abfahrt spektakulär in eine Schlucht und wurde von seinen Kollegen mit Hilfe von zusammengeknoteten Fahrradschläuchen geborgen. 1959 und 1962 wurde der Pass erstmals aus dem Programm der Frankreich-Rundfahrt gestrichen. In den Folgejahren kehrte er jedoch wieder zurück und sollte bis ins Jahr 1972 ein Fixpunkt des größten Radrennens der Welt bleiben. 1985 führte die Tour de France im Rahmen der 18. Etappe zweimal über den Col d’Aubisque. Der erste Tagesabschnitt (Etappe 18a) führte über nur 52,5 Kilometer von Luz-Saint-Sauveur über die Westauffahrt auf die Passhöhe, wo sich das Ziel befand. Am selben Tag (Etappe 18b) überquerten die Fahrer von Laruns aus die Ostauffahrt, ehe sie nach 83,5 Kilometern das Ziel in Pau erreichten. 1995 wurde die 16. Etappe, die über den Col d’Aubisque führte, neutralisiert, nachdem tags zuvor Fabio Casartelli auf der Abfahrt des Col de Portet-d’Aspet (1069 m) tödlich verunglück war. Im Jahr 2007 endete mit der 16. Etappe erneut eine Etappe auf dem Col d’Aubisque. Den Etappensieg sicherte sich damals der Gesamtführende Michael Rasmussen, ehe er tags darauf aufgrund von Doping-Anschuldigungen von seiner Mannschaft im Gelben Trikot liegend aus der Rundfahrt genommen wurde.
Anfangs wurde der Col d’Aubisque als Bergwertung der 1. Kategorie klassifiziert. Mit der Einführung der Hors Catégorie (HC Kategorie) im Jahr 1979 wurde der Pass jedoch immer häufiger mit dieser bewertet. Seit dem Jahr 2000 gelten beide Auffahrten als Bergwertung der höchsten Kategorie. Die bis dato letzte Überquerung des Col d’Aubisque erfolgte im Jahr 2018 auf der 19. Etappe.
Auch im Jahr 2022 war der Col d’Aubisque wieder im Programm der Tour de France. Auf der 18. Etappe wurde er erstmals in Kombination mit dem Col de Spandelles (1378 m) befahren, ehe die Etappe in Hautacam mit einer Bergankunft zu Ende ging.

### Vuelta a España
Die Vuelta a España führte erstmals im Jahr 1995 im Rahmen der 18. Etappe über die Passhöhe des Col d’Aubisque. Auf der Passhöhe die aus östlicher Richtung befahren wurde, wurde eine Bergwertung der 1. Kategorie abgenommen, ehe die Strecke über den Col du Pourtalet zum Zielort Sabiñánigo führte. Der Lette Pēteris Ugrjumovs führte damals über die Passhöhe. Im Jahr 2003 wurde auf der 7. Etappe erstmals die Westfahrt absolviert, die als Bergwertung der höchsten Kategorie (Categoría especial) klassifiziert wurde. Der Col d’Aubisque diente erneut als vorletzter Anstieg, ehe die Etappe mit einer Bergankunft in Cauterets endete.
Im Jahr 2016 ging die 14. Etappe der Vuelta a España auf dem Col d’Aubisque zu Ende. Die Etappe führte zuvor von Urdax über den Col Inharpu (1085 m), Col de Soudet (1525 m) und Col de Marie-Blanque (1035 m), ehe die 16,6 Kilometer lange Westseite befahren wurde, die als Bergwertung der Categoría especial (ESP Kategorie) klassifiziert wurde. Etappensieger wurde Robert Gesink, während Nairo Quintana das Rote Trikot des Gesamtführenden verteidigte. Im Jahr 2020 sollte der Col d’Aubisque erneut im Programm der Spanien-Rundfahrt aufscheinen. Auf der 6. Etappe war eine Überquerung des Passes, sowie eine Bergankunft auf dem Col du Tourmalet (2115 m) geplant gewesen. Aufgrund der COVID-19-Pandemie musst die Organisation der Vuelta a España den Etappenverlauf jedoch ändern und blieb in Spanien, wo sie die Zielankunft nach Aramón Formigal auf die Estacion de Sarrios (1787 m) verlegte.
Im Jahr 2023 wurde die Westauffahrt des Col d’Aubisque auf der 13. Etappe erneut befahren, ehe die Zielankunft auf dem Col du Tourmalet folgte. Mit dem Col de Spandelles (1378 m) wurde dazwischen jedoch ein weiterer Pass befahren, wodurch der der Col d’Aubisque bereits in der ersten Hälfte der 134,7 Kilometer langen Etappe passiert wurde. Der Pass erwies sich als rennentscheidend, da der Vorjahres-Sieger Remco Evenepoel dem Tempo des Hauptfelds nicht folgen konnte und viel Zeit im Gesamtklassement verlor. Mit Michael Storer führte ein Australier über die Passhöhe.
| Jahr  | Etappe     | Bergwertung   | Fahrer            | Auffahrt |
| ----- | ---------- | ------------- | ----------------- | -------- |
| 1995  | 18. Etappe | 1. Kategorie  | Pēteris Ugrjumovs | Ost      |
| 2003  | 7. Etappe  | ESP Kategorie | Félix Cárdenas    | West     |
| 2016* | 14. Etappe | ESP Kategorie | Robert Gesink     | West     |
| 2023  | 13. Etappe | ESP Kategorie | Michael Storer    | West     |

* Bergankunft

## Galerie

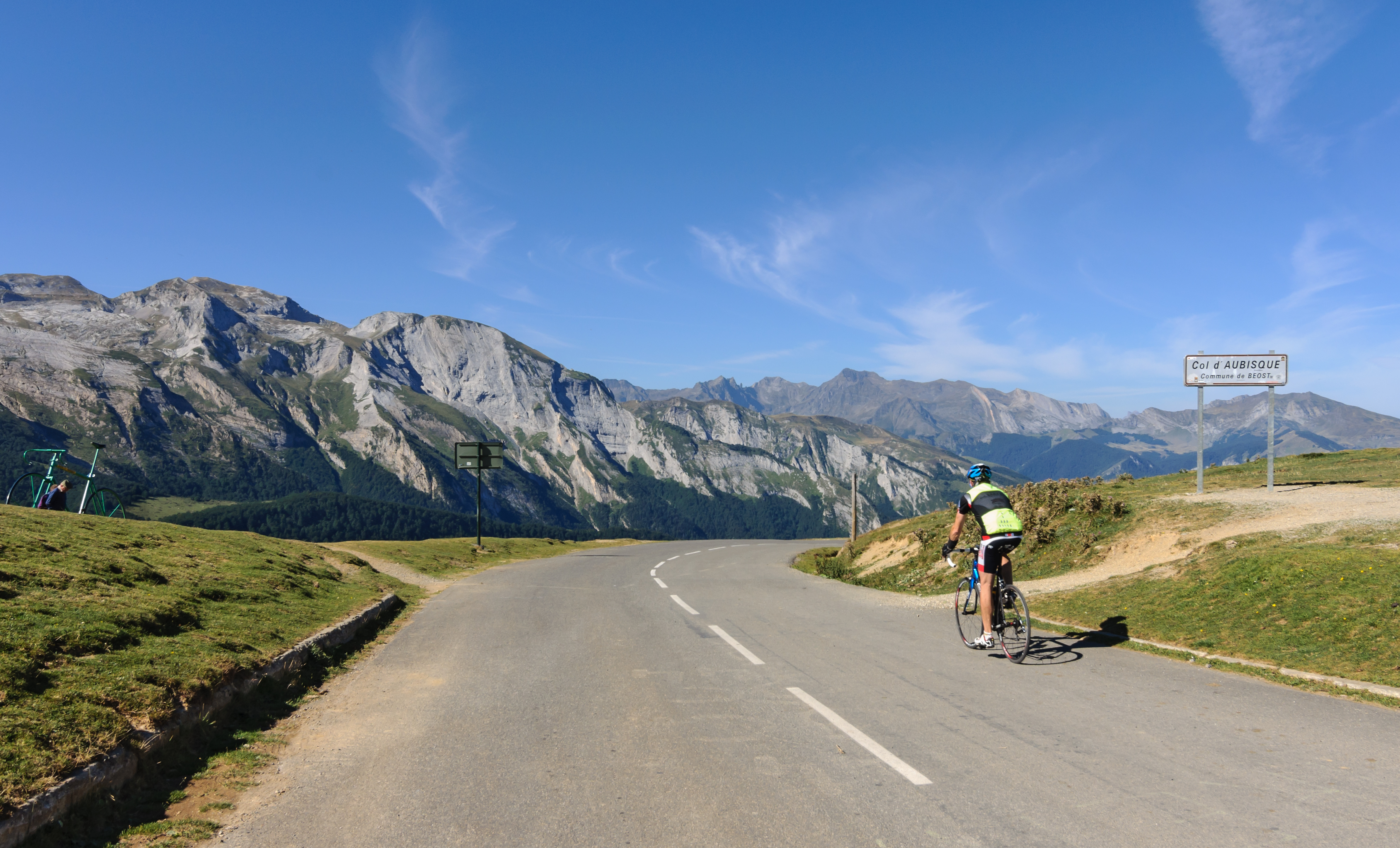
Blick von der Passhöhe nach Westen
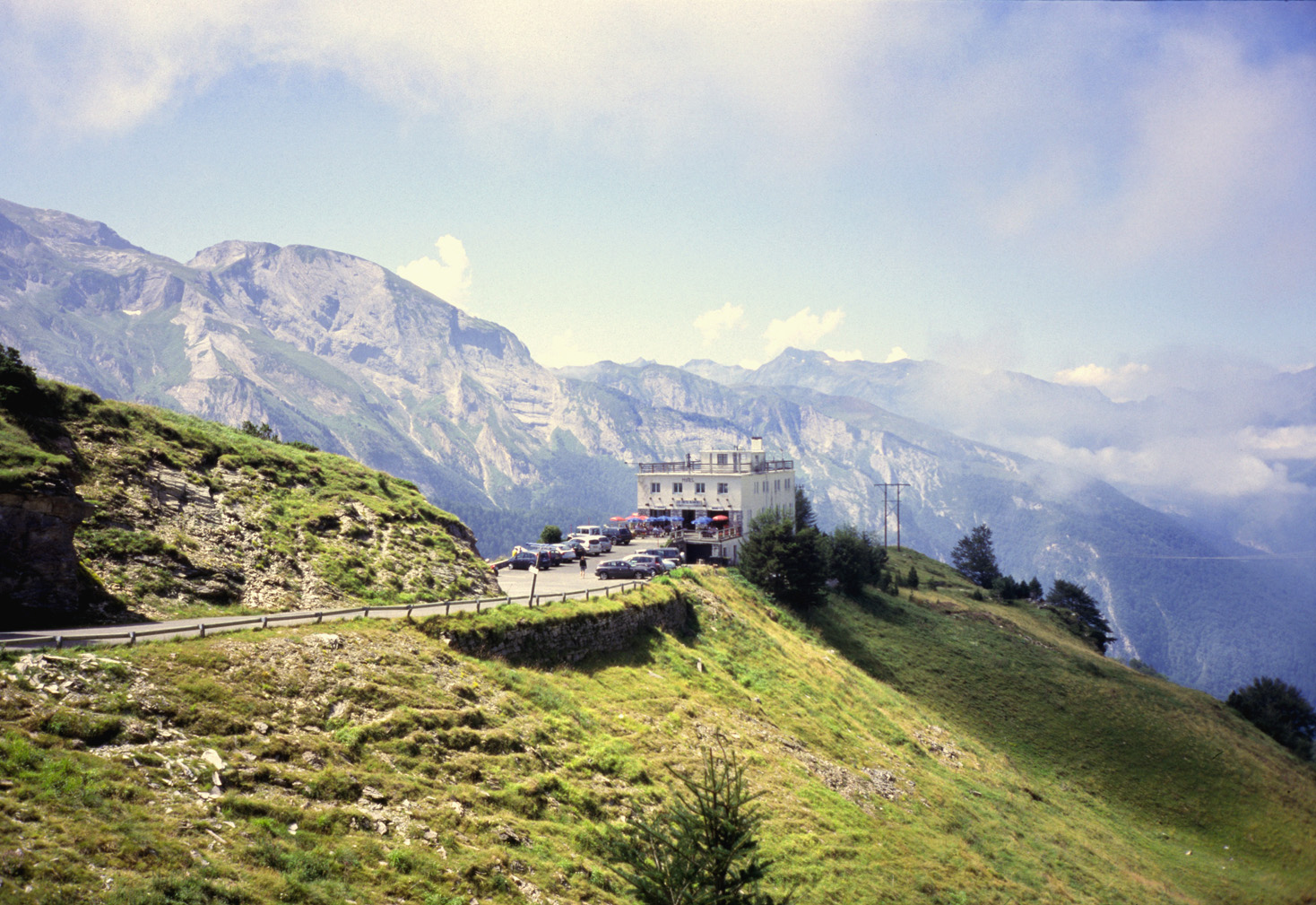
Passstraße am Hôtel des Crêtes Blanches
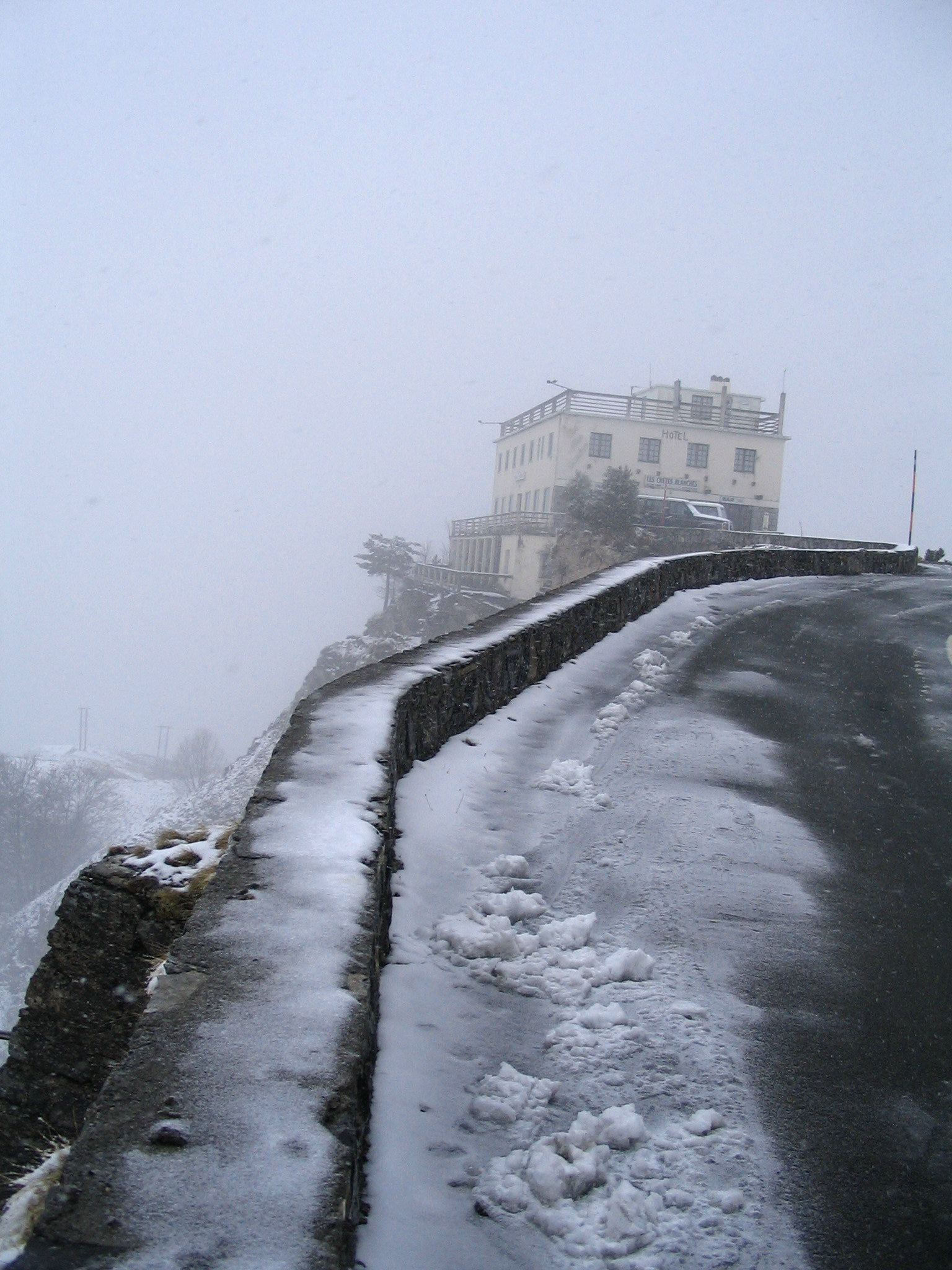
Hôtel des Crêtes Blanches im Winter
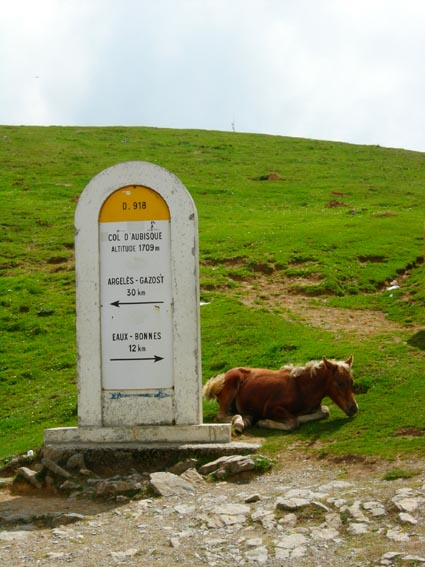
Meilenstein auf der Passhöhe
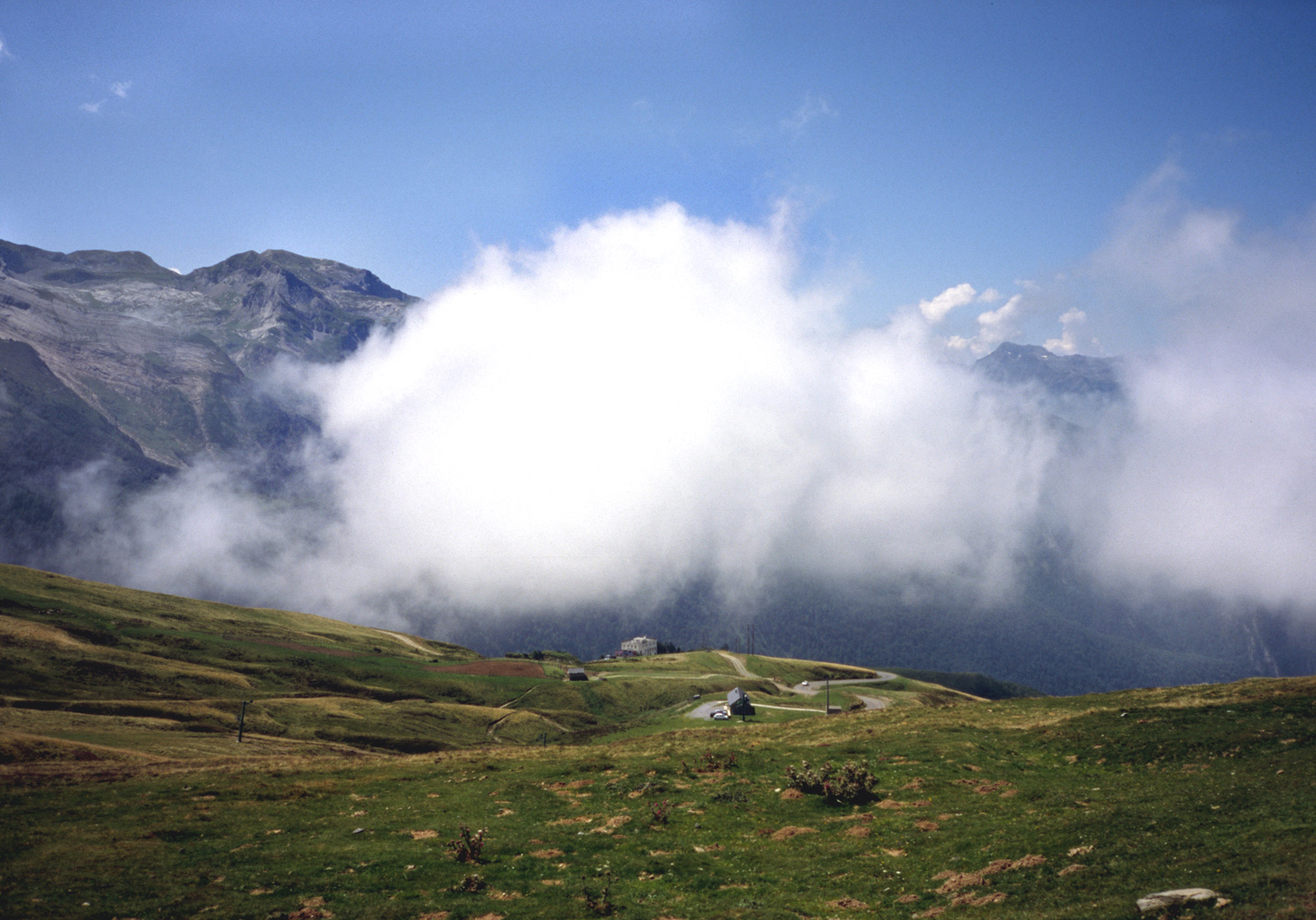
Blick von der Passhöhe auf den Pic de Ger
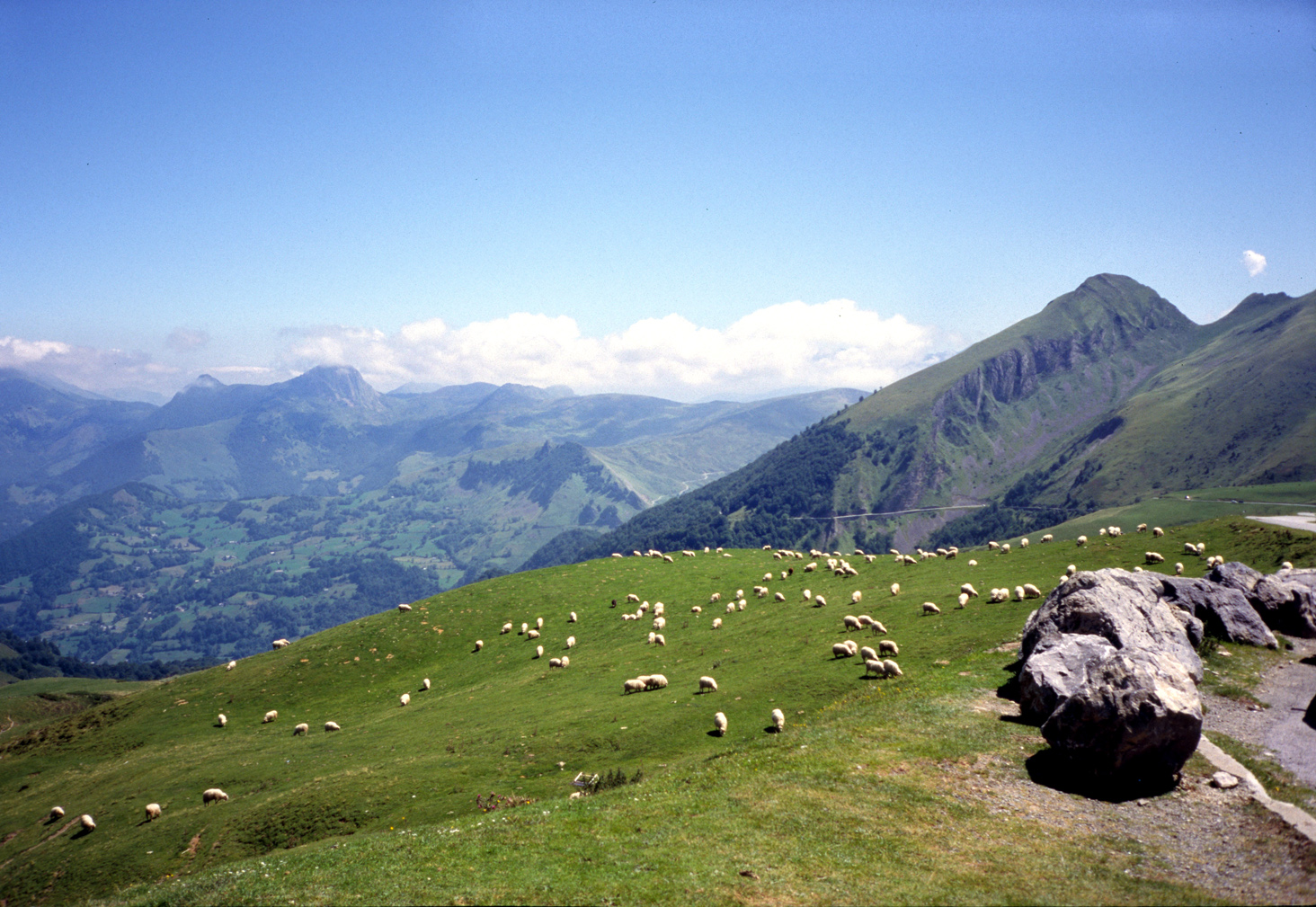
Blick von der Passhöhe nach Osten
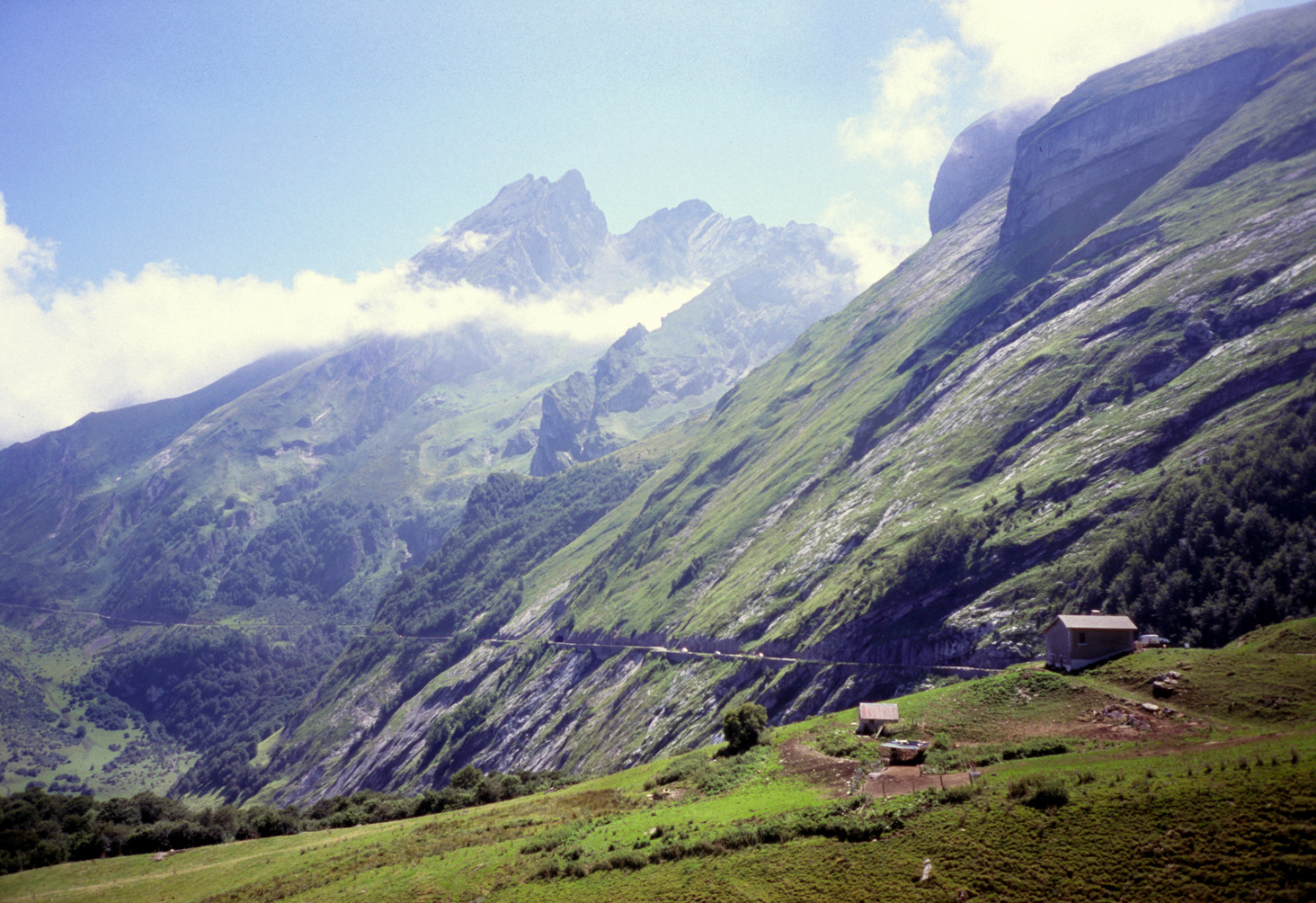
Corniche zwischen Aubisque und Soulor
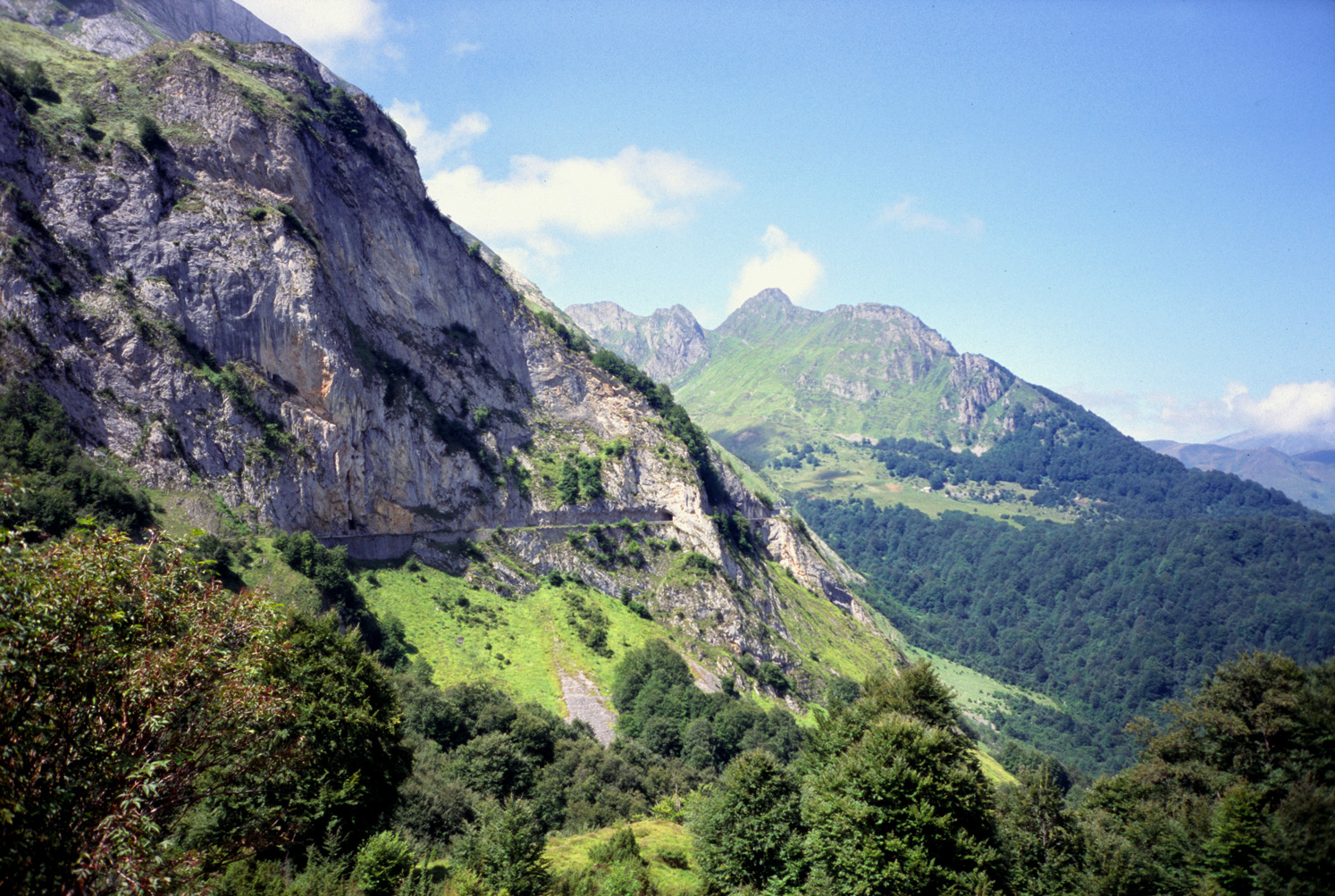
Corniche, Blick in Richtung Aubisque
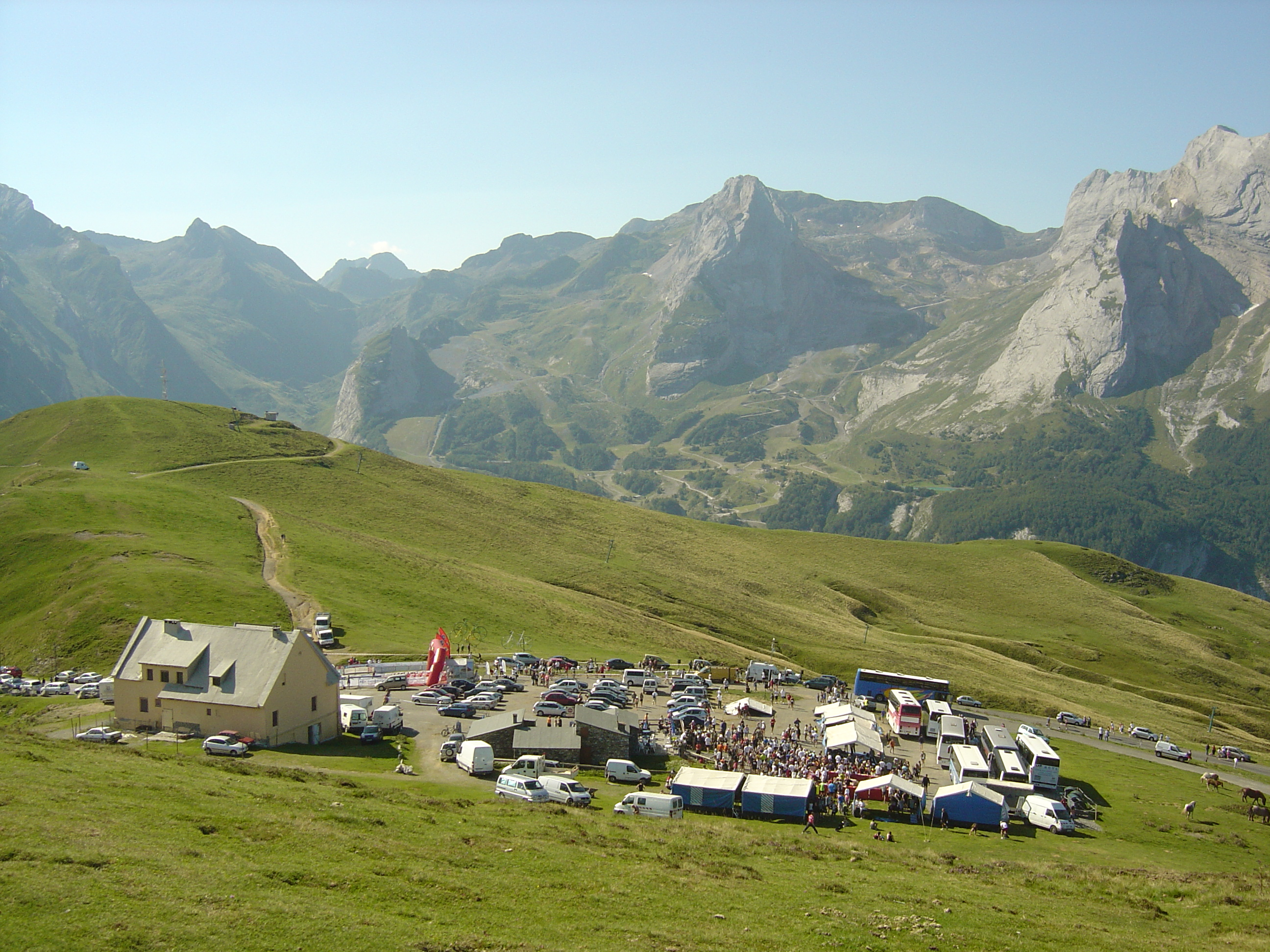
Der Col d’Aubisque am Tag des Berglaufs 2009